# Lijst van Waalse ministers van Informatica en Innovatie
Dit is een lijst van ministers van Informatica en Innovatie in de Waalse regering. 

## Lijst
| Nr.                               | Minister | Minister                    | Partij | Partij | Begin             | Einde             | Regering(en)          | Bevoegdheid                            |
| --------------------------------- | -------- | --------------------------- | ------ | ------ | ----------------- | ----------------- | --------------------- | -------------------------------------- |
| 1                                 |          | André Bertouille (1932)     |        | PRL    | 27 januari 1982   | 28 juni 1983      | Damseaux, Dehousse II | Informatica                            |
| vacant(28 juni 1983-22 juli 2014) |          |                             |        |        |                   |                   |                       |                                        |
| 2                                 |          | Jean-Claude Marcourt (1956) |        | PS     | 22 juli 2014      | 28 juli 2017      | Magnette              | Industrie, Innovatie en Digitalisering |
| 3                                 |          | Pierre-Yves Jeholet (1968)  |        | MR     | 28 juli 2017      | 13 september 2019 | Borsus                | Industrie, Innovatie en Digitalisering |
| 4                                 |          | Willy Borsus (1962)         |        | MR     | 13 september 2019 | 15 juli 2024      | Di Rupo III           | Innovatie en Digitalisering            |
| (3)                               |          | Pierre-Yves Jeholet (1968)  |        | MR     | 15 juli 2024      | heden             | Dolimont              | Industrie                              |